# Strobo (Vaundyのアルバム)
『strobo』（ストロボ）は、Vaundyの1枚目のアルバム。2020年5月27日に、SDR / Vaundy Art Work Studioから発売された。

## 概要
アルバムには、配信限定シングル7タイトルを含む、全11曲が収録されている。リリースに伴ってVaundyは、2020年10月10日にVaundy 2nd one man live “strobo”をZepp Hanedaで開催しており、アルバムの初回プレスCD封入特典として、同ワンマンライブのチケットの最速先行シリアルナンバーが封入された。また発売に前後して、アルバム収録曲「灯火」がFOD ドラマ「東京ラブストーリー」主題歌に、同「Bye by me」がテレビ東京 ドラマ25「捨ててよ、安達さん。」オープニングテーマに、同「不可幸力」がSpotify Premium 全国地上波テレビCM「Spotify Town」編にそれぞれ使用された。
『ROCKIN'ON JAPAN』2020年6月号には、2時間にもおよぶJAPAN初インタビュー、同7月号にアルバム全曲レビューが掲載された。また、Vaundy初のアナログ盤として『strobo+』（ストロボプラス）が、「Tokyo Flash – TEMPLIME Remix」を追加した全12曲を収録して、2020年11月3日に、SDR / Vaundy Artwork Studioから発売された。

## 受賞とノミネート
| 年     | 音楽賞               | 結果 | 出典  |
| ------ | -------------------- | ---- | ----- |
| 2021年 | 第13回CDショップ大賞 | 入賞 | [ 7 ] |

## 認定とセールス

### 収録曲の認定とセールス
|                                | 認定 (RIAJ)        | 売上/再生回数       |
| 東京フラッシュ                 | 東京フラッシュ     | 東京フラッシュ      |
| ------------------------------ | ------------------ | ------------------- |
| ダウンロード                   | 未公表             | -                   |
| ストリーミング                 | ダブル・プラチナ   | 200,000,000* 回再生 |
| 不可幸力                       |                    |                     |
| ダウンロード                   | 未公表             | -                   |
| ストリーミング                 | トリプル・プラチナ | 300,000,000 回再生  |
| life hack                      |                    |                     |
| ダウンロード                   | 未公表             | -                   |
| ストリーミング                 | ゴールド           | 100,000,000* 回再生 |
| 怪獣の花唄                     |                    |                     |
| ダウンロード                   | 未公表             | -                   |
| ストリーミング                 | トリプル・プラチナ | 400,000,000 回再生  |
| napori                         |                    |                     |
| ダウンロード                   | 未公表             | -                   |
| ストリーミング                 | トリプル・プラチナ | 300,000,000 回再生  |
| *認定のみに基づく売上/再生回数 |                    |                     |

## 収録曲
| 全作詞・作曲・編曲: Vaundy。 |                    |        |            |      |
| #                            | タイトル           | 作詞   | 作曲・編曲 | 時間 |
| 1.                           | 「Audio 001」      | Vaundy | Vaundy     | 0:24 |
| 2.                           | 「灯火」           | Vaundy | Vaundy     | 2:59 |
| 3.                           | 「東京フラッシュ」 | Vaundy | Vaundy     | 4:19 |
| 4.                           | 「怪獣の花唄」     | Vaundy | Vaundy     | 3:45 |
| 5.                           | 「life hack」      | Vaundy | Vaundy     | 3:47 |
| 6.                           | 「不可幸力」       | Vaundy | Vaundy     | 3:21 |
| 7.                           | 「soramimi」       | Vaundy | Vaundy     | 3:34 |
| 8.                           | 「Audio 002」      | Vaundy | Vaundy     | 1:09 |
| 9.                           | 「napori」         | Vaundy | Vaundy     | 3:24 |
| 10.                          | 「僕は今日も」     | Vaundy | Vaundy     | 5:28 |
| 11.                          | 「Bye by me」      | Vaundy | Vaundy     | 4:08 |
| 合計時間:                    | 合計時間:          | 36:18  |            |      |

- Tokyo Flash – TEMPLIME Remix
カラーLP盤 『strobo+』にのみ収録。

## 楽曲解説
1. Audio 001
2. 灯火
FOD ドラマ「東京ラブストーリー」主題歌。
3. 東京フラッシュ
J-WAVEの今後ヒットが予想される新人に送られる「ソナートラックス」獲得。
Spotifyの日本バイラルチャート3位に2週連続ランクイン。
ABEMAの恋愛リアリティーショーである「恋する週末ホームステイ」の挿入歌。[15]
4. 怪獣の花唄
初出場となった「第73回NHK紅白歌合戦」で歌唱。
2025年3月12日に自身初のストリーミング9億回再生を突破した。[16]
5. life hack
2023年4月に自身9曲目のストリーミング1億回再生を突破した。[17]
6. 不可幸力
LINE BGMランキングトップ3にランクイン。
Spotifyの日本バイラルチャート3週連続トップ10。
Spotify Premium 全国地上波テレビCM「Spotify Town」編 CMソング。
7. soramimi
8. Audio 002
9. napori
ブルボン アルフォートミニチョコレート「アルフォート、ある？」編 CMソング。
10. 僕は今日も
J-WAVEの今後ヒットが予想される新人に送られる「ソナートラックス」獲得。
11. Bye by me
テレビ東京 ドラマ25「捨ててよ、安達さん。」オープニングテーマ。

## ミュージックビデオ
| 公開日     | 曲名           | 監督                            | 備考                     |
| ---------- | -------------- | ------------------------------- | ------------------------ |
| 2019/07/05 | soramimi       |                                 |                          |
| 2019/09/27 | 東京フラッシュ | MIZUNO CABBAGE (UNDEFINED)      | 出演：Vaundy             |
| 2019/11/09 | 不可幸力       | かずお                          |                          |
| 2020/02/07 | 僕は今日も     | TAKUYA KATSUMI                  |                          |
| 2020/03/23 | life hack      | MIZUNO CABBAGE (UNDEFINED)      | 出演：TSUKUSHI、雪見みと |
| 2020/04/18 | Bye by me      | 川崎龍弥 (isai Inc.)            |                          |
| 2020/07/03 | 怪獣の花唄     | 藤代雄一朗 (DRAWING AND MANUAL) | 出演：鈴鹿央士           |